# ابیگیل جانسون
ابیگیل جانسون (به انگلیسی: Abigail Johnson) (زاده ۱۹ دسامبر ۱۹۶۱) کارآفرین و مدیر ارشد اجرایی آمریکایی است، که در حال حاضر به‌عنوان مدیر عامل اجرایی شرکت سرمایه‌گذاری فیدلیتی فعالیت می‌نماید.
این شرکت توسط پدر بزرگ وی؛ ادوارد جانسون تأسیس شد و پدر وی ادوارد جانسون سوم نیز هم‌اکنون ریاست هیئت مدیره شرکت را بر عهده دارد. در سال ۲٠۱۳ خانواده جانسون مالک ۴۹درصد شرکت شد. در سال ۲٠۱۶ ابیگیل جانسون مدیر شرکت شد که ۴۵٠٠٠ کارمند در سرتاسر دنیا دارد.
در سال ۲٠۱۸ وی پنجمین زن ثروتمند جهان است.

به گفته مجله معتبر فوربز خانم ابیگیل جانسون یکی از قدرتمندترین زنان دنیا است.

## ع
1. 1 2
2. ↑  "Forbes 400 Richest Americans (2010): #22 Abigail Johnson". Forbes. September 16, 2010. Retrieved February 24, 2011.
3. ↑  "Abby Johnson Has Wedding". The New York Times. June 26, 1988. Retrieved February 24, 2011.
4. 1 2  "Fidelity: Here Comes Abby". Bloomberg Businessweek. July 8, 2002. Retrieved February 24, 2011.

- مشارکت‌کنندگان ویکی‌پدیا. «Abigail Johnson». در دانشنامهٔ ویکی‌پدیای انگلیسی، بازبینی‌شده در ۲۱ مارس ۲۰۱۳.